# Биобио (регион)
Регион Биобио (шп. VIII Región del Biobío) регион је у Чилеу. На северу се регион граничи са другим регионом Мауле, а на југу са регионом Арауканија.
Регион покрива површину од 37.069 km², у њему живи је 2010. живело 2.036.443 људи, а састоји се из четири провинције: Консепсион, Њубле, Биобио и Арауко. Главни град је град Консепсион. Густоћа становништва: 55/km²

## Општине региона Биобио
Регион Биобио је подељен на 54 комуна:
| - Алто Биобио - Антуко - Арауко - Булнес - Валки - Валпен - Јумбел - Јунгај - Кабреро - Кањете - Кармен - Килако - Киљеко - Киљон - Кириве - Кобкекура - Коелему - Коивеко | - Консепсион - Контулмо - Коронел - Куранилаве - Лаха - Лебу - Лос Аламос - Лос Анхелес - Лота - Мулчен - Насимиенто - Негрете - Нинве - Њикен - Пемуко - Пенко - Пинто - Портезуело | - Ранкил - Сан Игнасио - Сан Карлос - Сан Николас - Сан Педро де ла Паз - Сан Росендо - Сан Фабијан - Санта Барбара - Санта Хуана - Талкавано - Тируа - Томе - Тревако - Тукапел - Флорида - Чигвајанте - Чиљан Виехо - Чиљан |